# Ulf Köhl
Ulf Wilhelm "Uffe" Köhl, född 12 juli 1960, är en svensk före detta fotbollsspelare (anfallare) som under 1980-talet representerade Gais och IF Elfsborg i Allsvenskan.

## Biografi
Köhl växte upp i Gråbo i Lerums kommun cirka tre mil från Göteborg. Han började spela fotboll i Partille IF i åttaårsåldern, innan han 1970 bytte till Lekstorps IF. Han spelade 1981 under en kort period i Överås BK innan han återvände till Lekstorp.
1982 värvades Köhl av Gais, som då hade ramlat ner i division III. Efter att ha gjort många mål i de säsongsinledande träningsmatcherna tog han snabbt en plats i startelvan, och efter en lite trög seriestart lossnade målskyttet i den åttonde omgången, då han gjorde fyra mål när Gais hemmaslog Alingsås IF med hela 9–2. Sammanlagt gjorde han 13 mål på 20 matcher under debutsäsongen i Gais. Året därpå var han med och spelade upp Gais i division II, även om han själv inte bidrog med några mål på sina 17 matcher under säsongen. Under det första året i division II spelade han bra, men hade fortfarande svårt att göra mål och stannade på två mål på 26 matcher under en säsong då Gais slutade trea i division II södra. 1985 blev det nio mål på 26 matcher för Köhl när Gais slutade tvåa i sin division II-serie men föll i kvalspelet till Allsvenskan mot Djurgårdens IF.
1986 blev han intern skyttekung i Gais med sina 12 mål på 25 matcher, men klubben misslyckades återigen med att gå upp i Allsvenskan och Köhl lockades 1987 över till IF Elfsborg. I Boråsklubben spelade han 21 matcher och gjorde 8 mål säsongen 1987, men Elfsborg åkte ur serien och Köhl, som hade hemlängtan, bröt kontraktet och återvände till Gais, som till sist hade lyckats kvalificera sig för Allsvenskan 1988. Säsongen 1989 slutade Gais, med Köhl i laget, trea i Allsvenskan och åkte ut i semifinalen mot Malmö FF. Efter tre allsvenska säsonger för Gais avslutade han sin elitkarriär efter säsongen 1990.
Köhl spelade en så kallad OS-landskamp för Sverige, men fick aldrig chansen i A-landslaget.

## Spelstil
Köhl har beskrivits som en irrationell spelare som "gör de mest oväntade saker, ofta med mål som följd". Han spelade mycket på chans, och var en verklig humörspelare: När han saknade självförtroende kunde han vara direkt usel, men om självförtroendet fanns där lyckades han med det mesta han tog sig för. En anekdot gör gällande att Gais tränare Bosse Falk ibland sade åt sina försvarsspelare att låta Köhl göra mål på träning så att han skulle vara i slag till nästa match.
Köhl förärades med en egen ramsa av Gaissupportrarna: "Mera öl – Uffe Köhl! Mera öl – Uffe Köhl!"

## Privatliv
Utanför planen arbetade Köhl som målare.

## Karriärstatistik
| Klubb       | Säsong | Division     | Matcher | Mål |
| ----------- | ------ | ------------ | ------- | --- |
| Gais        | 1982   | Division III | 20      | 13  |
| Gais        | 1983   | Division III | 17      | 0   |
| Gais        | 1984   | Division II  | 26      | 2   |
| Gais        | 1985   | Division II  | 26      | 9   |
| Gais        | 1986   | Division II  | 25      | 12  |
| Gais        | Totalt | Totalt       | 114     | 36  |
| IF Elfsborg | 1987   | Allsvenskan  | 21      | 8   |
| IF Elfsborg | Totalt | Totalt       | 21      | 8   |
| Gais        | 1988   | Allsvenskan  | 18      | 3   |
| Gais        | 1989   | Allsvenskan  | 22      | 3   |
| Gais        | 1990   | Allsvenskan  | 8       | 0   |
| Gais        | Totalt | Totalt       | 48      | 6   |
| Totalt      | Totalt | Totalt       | 183     | 50  |